# Мартвили
Ма́ртвили (груз. მარტვილი — в переводе «день святого духа») — город в Грузии в Мегрелии (край Самегрело-Верхняя Сванетия).

## История
Старое название — Чкондиди.
В апреле 1918 года в Мартвили проходили бои между местными повстанцами и отрядами национальной гвардией под командованием Валико Джугели.
С 1936 по 1990 год город назывался Гегечкори по имени А. А. Гегечкори. В 1956 году село Гегечкори получило статус посёлка городского типа.

## Экономика
В городе развита пищевая промышленность.

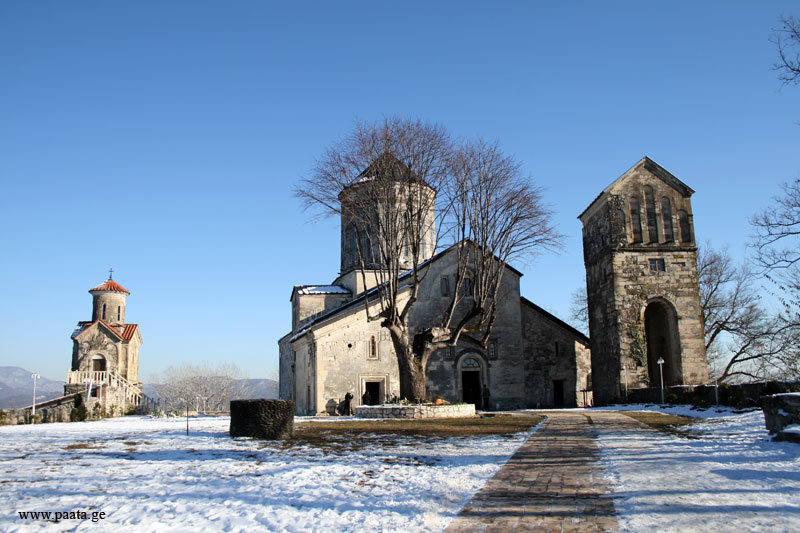
Монастырь в Мартвили

## Достопримечательности
В Мартвили расположен старый монастырь, состоящий из главного храма VII—X веков, церкви Мцире Чиквани (X век), столпа (XI века) и ограждающей стены со второстепенными постройками. В церкви Мцире Чиквани погребена семья Чиквани. В городе также находится краеведческий музей.

## Известные жители
Революционеры Евгений Гегечкори и Алексей Гегечкори родом из Мартвили.